# Albert Madörin
Albert Madörin (n. 17 martie 1905 – d. iunie 1960, Basel, Cantonul Basel-Oraș, Elveția) a fost un bober ce a reprezentat Elveția, medaliat olimpic. A participat la o ediție a Jocurilor Olimpice (1952) în care a câștigat o medalie de bronz.

## Participări
Lista de mai jos prezintă principalele competiții la care a participat Albert Madörin de-a lungul carierei.
- bobsleigh at the 1952 Winter Olympics – four-man[*]